# Бећарска ревија
„Бећарска ревија“ је југословенски телевизијски филм из 1968. године. Режирао га је Сава Мрмак, а сценарио је писао Новак Новак.

## Улоге
| Глумац                    | Улога |
| ------------------------- | ----- |
| Миа Адамовић              |       |
| Мија Алексић              |       |
| Бранислав Цига Миленковић |       |
| Драган Николић            |       |
| Миодраг Петровић Чкаља    |       |